# Patrick O’Hearn

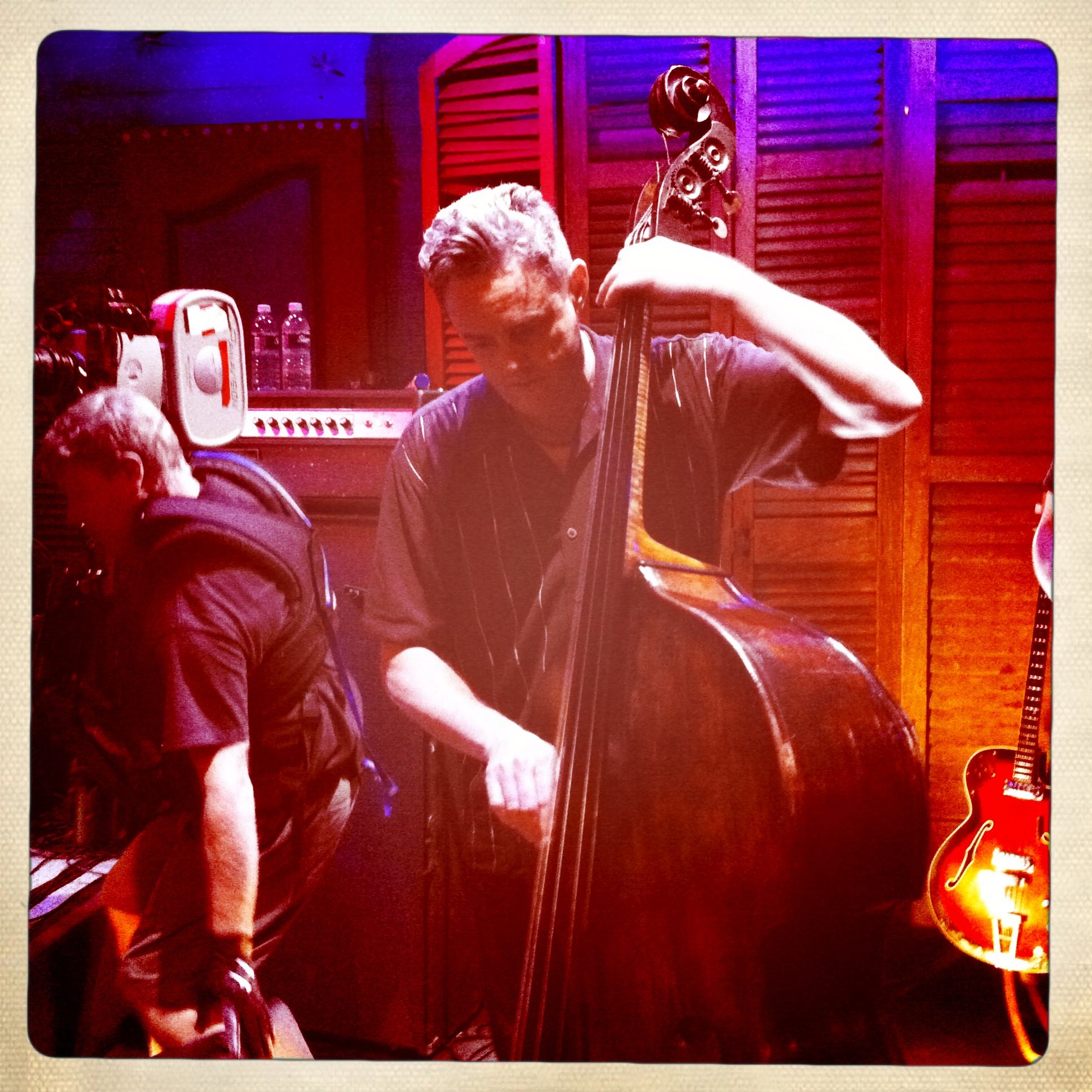
Patrick O’Hearn (2011)

Patrick O’Hearn (* 6. September 1954 in Los Angeles, Kalifornien) ist ein US-amerikanischer Multi-Instrumentalist, Komponist und Musiker.
O’Hearn wurde vor allem als Bassgitarrist in der Band von Frank Zappa bekannt und spielte Anfang der 1980er Jahre mit anderen Veteranen aus Zappas Bands in der New-Wave-Band Missing Persons. Während O’Hearns musikalisches Repertoire eine vielfältige Musikpalette umfasst, ist er in seiner Solokarriere ein anerkannter New-Age-Künstler. Neben Soloalben hat er auch Soundtracks für Film und Fernsehen komponiert.

## Biografie
O’Hearn wuchs im Nordwesten der USA auf. Er begann seine professionelle Musikkarriere im Alter von 15 Jahren, als er der Musicians Union beitrat und in Nachtclubs in Portland, Oregon, zu spielen begann. Nach seinem Abschluss an der Sunset High School im Jahr 1972 zog er nach Seattle. Dort besuchte er kurzzeitig das Cornish College of the Arts und studierte privat bei Bassist Gary Peacock.
1973 zog O’Hearn nach San Francisco und spielte in der Bay Area Bass für etablierte Künstler wie Charles Lloyd, Joe Henderson, Dexter Gordon, Joe Pass, Woody Shaw und Eddie Henderson. Darüber hinaus arbeitete er auch mit jungen gleichaltrigen Musikern zusammen, darunter Terry Bozzio, Mark Isham und Peter Maunu.
1976 traf O’Hearn den Musiker Frank Zappa, der ihm einen Job als Bassist in seiner Band anbot. In dieser Position spielte er über zwei Jahre. O’Hearn wechselte bei Zappa  vom akustischen Bass zur E-Bass-Gitarre. Zappa führte ihn in die technischen Aspekte des Tape-Editing ein, um Kompositionen, Audiotechnik und Audioaufnahmen im Heimstudio zu produzieren.
1979 gründete O’Hearn mit dem Trompeter Mark Isham und dem Gitarristen Peter Maunu die Gruppe 87. Sowohl Isham als auch Maunu arbeiteten später bei mehreren Solo-Veröffentlichungen von O’Hearn mit.
Im Jahr 1981 trat O’Hearn der amerikanischen New-Wave-Band Missing Persons bei, die von den ehemaligen Frank Zappa Musikern Terry Bozzio und Warren Cuccurullo gegründet wurde. Missing Persons produzierte drei Alben und löste sich Anfang 1986 auf. Terry Bozzio und Warren Cuccurullo wirkten später bei mehreren Solo-Alben von O’Hearn mit.
O’Hearns Solokarriere wurde größtenteils vom ehemaligen Tangerine-Dream-Mitglied Peter Baumann angetrieben, der ein neues Musiklabel konzipiert hatte, das progressive Instrumentalmusik präsentieren sollte. Baumann gründete das Private Music-Label 1984 und produzierte O’Hearns Debüt-Soloalbum Ancient Dreams (1985).
In Ancient Dreams manifestieren sich die für O’Hearns Musik charakteristischen Elemente: Percussion-Instrumente, hypnotische Bassgitarren-Patterns, synthetisierte Pads und minimalistische Harmonien. O’Hearn fügt häufig Jazz-Elemente hinzu, besonders wenn er die Bassgitarre (oft einen Fretless-Bass) als Hauptstimme verwendet.
Das Album Between Two Worlds (1987) brachte dem Künstler seine erste Grammy-Nominierung ein. Sein viertes Album Eldorado (1989) kann dem Weltmusik-Genre zugeordnet werden. O’Hearn verbindet hier seinen unverkennbaren Sound mit Rhythmen und Timbres aus unterschiedlichen Quellen wie Südamerika und dem Nahen Osten.
1995 veröffentlichte O’Hearn das Album Trust. Mitwirkende Musiker am Album waren David Torn, Peter Maunu sowie die ehemaligen Bandkollegen Terry Bozzio und Warren Cuccurullo. Trust erhielt 1995 eine Grammy-Nominierung als bestes New-Age-Album.
Sein Solo-Projekt So Flows the Current (2001) wurde über einen Zeitraum von drei Jahren von 1997 bis 2000 aufgenommen. Mit diesem Album löste sich O’Hearn vom MIDI-zentrierten Stil der Vorgängeralben. Das Ergebnis ist ein Album mit erdiger und atmosphärischer Musik, aus dem 2006 das Nachfolge-Album The So Flows Sessions entstand.
Weitere Bekanntheit erlangte O’Hearn durch die DVD Timeless - A National Parks Odyssey (2003). Der Kameramann David Fortney unterlegte seine spektakulären Landschaftsbilder mit der Musik von Patrick O’Hearn.
Das Album Beautiful World (2003) wurde zur Nummer 1 des landesweiten Radiosenders Echoes gewählt.
O’Hearns 13. Album Transitions  wurde 2011 veröffentlicht und in der Echoes Listener’s Poll zum No.1-Album 2011 gewählt.
2017 wirkte O’Hearn mit dem Schlagzeuger Kenneth Blevin und dem Gitarristen John Hiatt an dessen Album The Eclipse Sessions mit.
Im Rahmen des 29. Zappanale Festivals in Bad Doberan kam es am 21. Juli 2018 zu einer musikalischen Wiedervereinigung der ehemaligen Mitglieder von Missing Persons, Warren Cuccurullo (Gitarre), Patrick O’Hearn (Bass) und Terry Bozzio (Schlagzeug).

## Diskografie

### Mit Zappa
- Zappa in New York – März 1978
- Studio Tan – September 1978
- Sleep Dirt – Januar 1979
- Sheik Yerbouti – Februar 1979

### Soloalben
- 1985: Ancient Dreams
- 1987: Between Two Worlds
- 1988: Rivers Gonna Rise
- 1989: Eldorado
- 1991: Indigo
- 1995: Trust
- 1996: Metaphor
- 2001: So Flows the Current
- 2003: Beautiful World
- 2005: Slow Time
- 2006: The So Flows Sessions
- 2007: Glaciation
- 2011: Transitions

### Compilations
- 1997: A Windham Hill Retrospective

### Soundtracks
- 1992: White Sands (mit Little Feat)
- 1995: Crying Freeman
- 2006: Simpatico